# 中島みゆき (アルバム)
『中島みゆき』（なかじまみゆき）は、1988年3月16日に発売された中島みゆきの15作目のオリジナルアルバムである。
キャッチコピーは『みゆきが産んだのはみゆきだった』。

## 制作
これまでにも彼女の作品のアレンジャー兼ギタリストとして活躍していた元はちみつぱいでムーンライダーズの椎名和夫がプロデュースを手掛けた作品で、前作『36.5℃』（1986年）のプロデューサーである、甲斐よしひろは自身のソロ活動で多忙だったためにこのアルバムの制作に直接的には携わっていないが、中島はアルバムの制作時に当たっては電話でよく甲斐に相談していたそうで、このアルバムでも彼の名前はライナーに "Special Advice" としてクレジットされている。また「仮面」の作曲も甲斐の手によるものである。
前作『36.5℃』と同じくニューヨークでマスタリングとミックスダウンが行われた。テッド・ジェンセンがマスタリング、ラリー・アレキサンダーがミキシングを担当している（作業が行われたのも前作と同じくパワー・ステーション・スタジオである）。

## リリース
1988年3月16日にポニーキャニオンのAARD-VARKレーベルから、LPとCT、CDの3形態でリリースされた。
現行盤のCDは2018年にヤマハミュージックコミュニケーションズから発売された。
2013年に、Tom Bakerにより新たにデジタルリマスタリングされたCDがクリスタルディスクにて発売された（規格品番：YMPCD-10024）。

## 収録曲

### LPレコード
| 全作詞: 中島みゆき。 |                    |            |            |          |      |
| #                    | タイトル           | 作詞       | 作曲       | 編曲     | 時間 |
| 1.                   | 「湾岸24時」       | 中島みゆき | 椎名和夫   | 椎名和夫 | 6:31 |
| 2.                   | 「御機嫌如何」     | 中島みゆき | 中島みゆき | 椎名和夫 | 4:14 |
| 3.                   | 「土用波」         | 中島みゆき | 中島みゆき | 椎名和夫 | 4:29 |
| 4.                   | 「泥は降りしきる」 | 中島みゆき | 中島みゆき | 久石譲   | 4:11 |
| 5.                   | 「ミュージシャン」 | 中島みゆき | 中島みゆき | 椎名和夫 | 5:00 |
| 合計時間:            | 合計時間:          | 合計時間:  | 合計時間:  | 24:25    |      |

| 全作詞: 中島みゆき。 |                           |            |              |          |      |
| #                    | タイトル                  | 作詞       | 作曲         | 編曲     | 時間 |
| 1.                   | 「黄色い犬」              | 中島みゆき | 中島みゆき   | 椎名和夫 | 7:31 |
| 2.                   | 「仮面」                  | 中島みゆき | 甲斐よしひろ | 椎名和夫 | 5:34 |
| 3.                   | 「クレンジング クリーム」 | 中島みゆき | 中島みゆき   | 久石譲   | 6:50 |
| 4.                   | 「ローリング」            | 中島みゆき | 中島みゆき   | 椎名和夫 | 4:35 |
| 合計時間:            | 合計時間:                 | 合計時間:  | 合計時間:    | 24:30    |      |

### CD
| 全作詞: 中島みゆき。 |                           |            |              |          |      |
| #                    | タイトル                  | 作詞       | 作曲         | 編曲     | 時間 |
| 1.                   | 「湾岸24時」              | 中島みゆき | 椎名和夫     | 椎名和夫 | 6:31 |
| 2.                   | 「御機嫌如何」            | 中島みゆき | 中島みゆき   | 椎名和夫 | 4:14 |
| 3.                   | 「土用波」                | 中島みゆき | 中島みゆき   | 椎名和夫 | 4:29 |
| 4.                   | 「泥は降りしきる」        | 中島みゆき | 中島みゆき   | 久石譲   | 4:11 |
| 5.                   | 「ミュージシャン」        | 中島みゆき | 中島みゆき   | 椎名和夫 | 5:00 |
| 6.                   | 「黄色い犬」              | 中島みゆき | 中島みゆき   | 椎名和夫 | 7:31 |
| 7.                   | 「仮面」                  | 中島みゆき | 甲斐よしひろ | 椎名和夫 | 5:34 |
| 8.                   | 「クレンジング クリーム」 | 中島みゆき | 中島みゆき   | 久石譲   | 6:50 |
| 9.                   | 「ローリング」            | 中島みゆき | 中島みゆき   | 椎名和夫 | 4:35 |
| 合計時間:            | 合計時間:                 | 合計時間:  | 合計時間:    | 48:55    |      |

## 楽曲解説
1. 湾岸24時
  - プロデューサーの椎名和夫が作曲し直した作品。もとは中島が一人で作詞・作曲ともに手掛けたもの。
2. 御機嫌如何
  - 1987年にシングルとして発売され、オリコンチャートで最高14位まで上昇した作品。アルバムに収録されているのはミックス違いのアルバム・バージョン。中島みゆき本人が出演し、1994年から1995年に放送された郵政省『かもめーる』のCMソングとしても使われた。
3. 土用波
  - 研ナオコがベスト・アルバム『LOVE LIFE LIVE Vol.1〜35th Anniversary〜』（2006年）[2]においてカバー。アルバム『いまのきもち』（2004年）にてセルフカバー。
4. 泥は降りしきる
5. ミュージシャン
6. 黄色い犬
7. 仮面
  - 甲斐よしひろが作曲し直した作品で、アルバムの発表直前に先行シングルとして発売され、オリコンチャートで最高23位を記録した。後に甲斐も一部の詞を書き換え、アルバム『ホームカミング』（2011年）[3]にてセルフカバーしている
8. クレンジング クリーム
9. ローリング
  - セルフカバー・アルバム『時代-Time goes around-』（1993年）にはリメイク・バージョンが収録されている。

## 演奏者
- Vocals：中島みゆき

| 湾岸24時 - Synthesizer：椎名和夫 - Guitar：椎名和夫 - Chorus：杉本和世 - Manupulator：都丸雄一 御機嫌如何 - Synthesizer：椎名和夫 - Chorus：EVE - Manupulator：都丸雄一 土用波 - Synthesizer：椎名和夫 - Piano：中西康晴 - Hammond Organ：上綱克彦 - Guitar：北島健二・斉藤英夫 - Bass：伊藤広規 - Drums：青山純 - Percussion：浜口茂外也 - Chorus：杉本和世・坪倉唯子 - Manupulator：都丸雄一 泥は降りしきる - Synthesizer：久石譲 - Acoustic Guitar：吉川忠英 - Bass：渡辺等 - Sax：JAKE H. CONCEPCION - Manupulator：橋本由香利 ミュージシャン - Synthesizer：椎名和夫・久石譲 - Piano：中西康晴 - Guitar：北島健二・斉藤英夫 - Bass：伊藤広規 - Percussion：浜口茂外也 - Sax：JAKE H. CONCEPCION - Chorus：EVE・中島みゆき - Manupulator：都丸雄一 | 黄色い犬 - Synthesizer：椎名和夫 - Guitar：土方隆行 - Drums：青山純 - Chorus：JOEY McCOY, MICHEAL WILSON - Manupulator：都丸雄一 仮面 - Synthesizer：椎名和夫 - Guitar：土方隆行 - Acoustic Guitar：吉川忠英 - Percussion：浜口茂外也 - Sax：JAKE H. CONCEPCION - Manupulator：都丸雄一 クレンジング クリーム - Synthesizer：久石譲 - Guitar：土方隆行 - Dulcimer：生明慶二 - Quena：旭孝 - Strings：金子飛鳥グループ - Manupulator：橋本由香利 ローリング - Synthesizer：椎名和夫 - Piano：中西康晴 - Guitar：土方隆行・椎名和夫 - Bass：伊藤広規 - Percussion：浜口茂外也 - Chorus：村田和人・山本圭右 - Manupulator：都丸雄一 |